# Jill Diekman
Jill Diekman (15 september 2003) is een Nederlands voetbalster die uitkomt voor FC Twente in de Eredivisie.

## Carrière
Ze begon haar loopbaan bij de plaatselijke amateurclub SV Raalte om daarna de overstap te maken naar Rohda Raalte. In de zomer van 2018 maakte ze de overstap naar Eredivisionist PEC Zwolle. Na een aantal keer op de bank te hebben plaatsgenomen mochtt ze op 20 november 2020 haar debuut maken in de Eredivisie. In de uitwedstrijd tegen ADO Den Haag mocht ze in de 83e minuut invallen voor Maud Asbroek. Na vier seizoenen maakte ze de overstap naar FC Twente. Ze ondertekende een contract voor drie seizoenen.

### Carrièrestatistieken
| Seizoen                     | Club            | Land            | Competitie         | Competitie | Competitie | Beker | Beker | Internationaal | Internationaal | Overig | Overig | Totaal | Totaal |
| Seizoen                     | Club            | Land            | Competitie         | Wed.       | Dlp.       | Wed.  | Dlp.  | Wed.           | Dlp.           | Wed.   | Dlp.   | Wed.   | Dlp.   |
| --------------------------- | --------------- | --------------- | ------------------ | ---------- | ---------- | ----- | ----- | -------------- | -------------- | ------ | ------ | ------ | ------ |
| 2019/20                     | PEC Zwolle      | Nederland       | Vrouwen Eredivisie | 0          | 0          | 0     | 0     | –              | –              | 0      | 0      | 0      | 0      |
| 2020/21                     | PEC Zwolle      | Nederland       | Vrouwen Eredivisie | 13         | 2          | 1     | 0     | –              | –              | 1      | 1      | 15     | 3      |
| 2021/22                     | PEC Zwolle      | Nederland       | Vrouwen Eredivisie | 6          | 2          | 0     | 0     | –              | –              | –      | –      | 6      | 2      |
| 2022/23                     | PEC Zwolle      | Nederland       | Vrouwen Eredivisie | 0          | 0          | 0     | 0     | –              | –              | –      | –      | 0      | 0      |
| 2023/24                     | FC Twente       | Nederland       | Vrouwen Eredivisie | 1          | 1          | 0     | 0     | 0              | 0              | 0      | 0      | 1      | '1     |
| 2024/25                     | FC Twente       | Nederland       | Vrouwen Eredivisie | 7          | 0          | 1     | 0     | 0              | 0              | 0      | 0      | 8      | 0'     |
| Carrière totaal             | Carrière totaal | Carrière totaal | Carrière totaal    | 27         | 5          | 2     | 0     | 0              | 0              | 2      | 1      | 31     | 5      |
| Bijgewerkt op 24 maart 2025 |                 |                 |                    |            |            |       |       |                |                |        |        |        |        |

## Interlandcarrière
In september 2021 speelde Diekman voor het eerst voor Oranje O19.

### Nederland onder 19
Op 18 september 2021 debuteerde Diekman bij het Nederland –19 in een vriendschappelijke wedstrijd tegen Mexico –20 (7–0).
| Interlands van Jill Diekman  | Interlands van Jill Diekman  | Interlands van Jill Diekman  | Interlands van Jill Diekman  | Interlands van Jill Diekman  | Interlands van Jill Diekman  |
| №                            | Datum                        | Wedstrijd                    | Uitslag                      | Soort wedstrijd              | Doelpunten                   |
| Als speelster bij PEC Zwolle | Als speelster bij PEC Zwolle | Als speelster bij PEC Zwolle | Als speelster bij PEC Zwolle | Als speelster bij PEC Zwolle | Als speelster bij PEC Zwolle |
| ---------------------------- | ---------------------------- | ---------------------------- | ---------------------------- | ---------------------------- | ---------------------------- |
| 1.                           | 18 september 2021            | Nederland – Mexico           | 7 – 0                        | Vriendschappelijk            | 0                            |
| 2.                           | 21 september 2021            | Nederland – Mexico           | 1 – 2                        | Vriendschappelijk            | 0                            |

### Nederland onder 17
Op 22 oktober 2019 debuteerde Diekman bij het Nederland –17 in een kwalificatie wedstrijd tegen Letland –17 (6–0).
| Interlands van Jill Diekman  | Interlands van Jill Diekman  | Interlands van Jill Diekman  | Interlands van Jill Diekman  | Interlands van Jill Diekman  | Interlands van Jill Diekman  |
| №                            | Datum                        | Wedstrijd                    | Uitslag                      | Soort wedstrijd              | Doelpunten                   |
| Als speelster bij PEC Zwolle | Als speelster bij PEC Zwolle | Als speelster bij PEC Zwolle | Als speelster bij PEC Zwolle | Als speelster bij PEC Zwolle | Als speelster bij PEC Zwolle |
| ---------------------------- | ---------------------------- | ---------------------------- | ---------------------------- | ---------------------------- | ---------------------------- |
| 1.                           | 22 oktober 2019              | Nederland – Letland          | 6 – 0                        | Kwalificatie EK –17 2020     | 0                            |
| 2.                           | 25 oktober 2019              | Nederland – Israël           | 2 – 0                        | Kwalificatie EK –17 2020     | 0                            |
| 3.                           | 28 oktober 2019              | Portugal – Nederland         | 1 – 1                        | Kwalificatie EK –17 2020     | 0                            |
| 4.                           | 4 december 2019              | Nederland – Denemarken       | 2 – 1                        | Vriendschappelijk            | 0                            |
| 5.                           | 6 december 2019              | Nederland – Denemarken       | 2 – 1                        | Vriendschappelijk            | 0                            |
| 6.                           | 26 februari 2020             | België – Nederland           | 1 – 4                        | Vriendschappelijk            | 1                            |

### Nederland onder 16
Op 5 december 2018 debuteerde Diekman bij het Nederland –16 in een vriendschappelijke wedstrijd tegen Engeland –16 (0–0).
| Interlands van Jill Diekman  | Interlands van Jill Diekman  | Interlands van Jill Diekman  | Interlands van Jill Diekman  | Interlands van Jill Diekman  | Interlands van Jill Diekman  |
| №                            | Datum                        | Wedstrijd                    | Uitslag                      | Soort wedstrijd              | Doelpunten                   |
| Als speelster bij PEC Zwolle | Als speelster bij PEC Zwolle | Als speelster bij PEC Zwolle | Als speelster bij PEC Zwolle | Als speelster bij PEC Zwolle | Als speelster bij PEC Zwolle |
| ---------------------------- | ---------------------------- | ---------------------------- | ---------------------------- | ---------------------------- | ---------------------------- |
| 1.                           | 5 december 2018              | Nederland – Engeland         | 0 – 0                        | Vriendschappelijk            | 0                            |
| 2.                           | 7 december 2018              | Nederland – Engeland         | 4 – 2                        | Vriendschappelijk            | 1                            |
| 3.                           | 16 februari 2019             | Duitsland – Nederland        | 0 – 0                        | Vriendschappelijk            | 0                            |
| 4.                           | 18 februari 2019             | Nederland – Portugal         | 1 – 3                        | Vriendschappelijk            | 0                            |
| 5.                           | 2 juli 2019                  | Zweden – Nederland           | 3 – 1                        | Vriendschappelijk            | 0                            |